# Charles Nicolas Oudinot, duc de Reggio

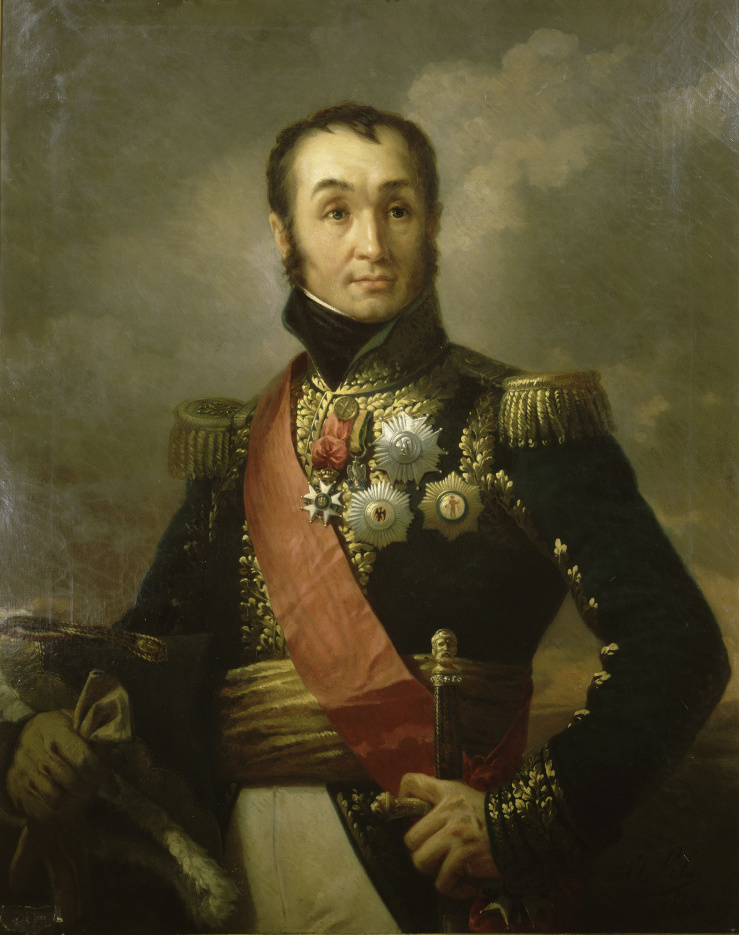
Nicolas-Charles Oudinot nach einem Gemälde von Robert Lefèvre

Charles Nicolas Oudinot (* 25. April 1767 in Bar-le-Duc; † 13. September 1847 in Paris) war ein  französischer Offizier in der Zeit der Revolutionskriege, der durch Napoleon zum Duc de Reggio (Herzog von Reggio) erhoben und zum Maréchal d’Empire ernannt wurde.

## Leben

### Frühe Karriere
Charles Nicolas Oudinot wurde 1767 in einer Kaufmannsfamilie geboren. Er sollte sich ebenfalls dem Handelsstand widmen, fühlte aber mehr Neigung für das Militärleben. So trat er im Alter von 16 Jahren 1783 in das französische Heer ein und wurde Mitglied des Regiments Médoc. Er verließ dieses aber 1787 auf Wunsch seiner Familie. Der bald darauf folgende Ausbruch der Französischen Revolution, für deren Grundsätze er sich empfänglich zeigte, verschaffte ihm indessen die Möglichkeit zu neuer kriegerischer Betätigung. Durch Mut und Besonnenheit gelang es ihm, einen Aufstand in seiner Vaterstadt zu unterdrücken. Er wurde hierauf 1791 Kommandant des 3. Bataillons der Freiwilligen aus dem Département Meuse. Mit diesem verteidigte er 1792 das Schloss Bitsch gegen die vergeblich anstürmenden Preußen und wurde dafür im September dieses Jahres zum Oberst des Regiments Picardie ernannt, als dessen bisheriger Befehlshaber emigrierte. Die große Tapferkeit, mit der Oudinot sich am 23. Mai 1794 bei Morlautern, mit seinem Regiment von der übrigen Armee gänzlich getrennt, vier Stunden lang gegen 10 000 Mann, größtenteils Kavallerie, behauptete, hatte seine Beförderung zum Brigadegeneral (Général de brigade) zur Folge. Am 6. August bemächtigte er sich der Stadt Trier, kam dann zur Rhein- und Moselarmee und wurde bei Neckarau am 18. Oktober 1795 verwundet und gefangen, bald aber ausgetauscht. Dann nahm er an den Kämpfen bei Nördlingen, Donauwörth, Neuburg, Ulm und Ettenheim teil.
Im März 1799 nahm Oudinot an der Schlacht bei Feldkirch teil, nach der er zum Divisionsgeneral (Général de division) ernannt wurde. Als solcher trug er viel zum Sieg in der Schlacht bei Zürich bei, erhielt aber dort einen Schuss in die Brust. Kaum genesen, wurde er Generalstabschef bei André Masséna und beteiligte sich mit diesem an der Verteidigung von Genua (April–Juni 1800). Während dieser kriegerischen Auseinandersetzung versuchte er zweimal auf einem kleinen Kahn durch die den Hafen blockierenden englischen Schiffe zum General Suchet, der am Var stand, zu gelangen. Dies glückte ihm auch schließlich, obschon er nahe am Untergang schien. Ebenfalls im Jahr 1800 kam er dann als Generalstabschef zu Brune, der nach der Abreise Napoleons die Armee von Italien befehligte. Er entschied im Dezember 1800 durch einen tapferen Handstreich die Schlacht am Mincio, indem er mit einigen Soldaten die gefährliche Batterie der Österreicher bei Monzambano wegnahm. Daraufhin brachte er die Nachricht vom nach Veronas Fall abgeschlossenen Waffenstand nach Paris.

### In den Feldzügen von 1805, 1806, 1807 und 1809
Als Napoleon 1804 die Grande Armée zusammenzog, bildete er aus Grenadieren eine 10.000 Mann starke Avantgarde und übergab deren Kommando zugleich mit dem großen Band der Ehrenlegion dem General Oudinot. An der Spitze dieses auserlesenen Korps eröffnete Oudinot den Feldzug von 1805. Er gelangte mit diesem innerhalb von 45 Tagen von Boulogne-sur-Mer nach Wien, wobei er unterwegs am 8. Oktober an der Schlacht bei Wertingen gegen ein österreichisches Heer teilnahm und am 5. November bei Amstetten, in der er verwundet wurde, mitkämpfte. Als Oudinot Wien erreicht hatte, befahl ihm der inzwischen zum Kaiser avancierte Napoleon, die Donau zu überschreiten. Er warf nun die Österreicher, die die Taborbrücke besetzt hatten, riss selbst dem österreichischen Artilleristen, der die Brücke sprengen wollte, die brennende Lunte aus der Hand und bemächtigte sich darauf bei Spitzen eines Artillerieparks von 180 Geschützen und 300 Karren. In der Schlacht bei Hollabrunn und Schöngrabern (16. November 1805) wurde Oudinot erneut verwundet. Aber bereits am 2. Dezember 1805 beteiligte er sich wieder an der mit einem vollständigen französischen Sieg endenden Schlacht bei Austerlitz.
Im Februar 1806 wurde Oudinot nach Neuenburg gesandt, um von dieser von den Preußen abgetretenen Grafschaft ebenso wie von dem Valangin im Namen Frankreichs Besitz zu ergreifen. Hier behandelte er die Einwohner so schonend, dass diese ihm bei seinem Abgang einen Ehrendegen und das Ehrenbürgerrecht erteilten. Im Feldzug von 1806 gegen Preußen bildete er mit seinen Grenadieren die Reserve und zog in Berlin ein. Am 16. Februar 1807 schlug er ein russisches Korps unter Ivan Nikolajewitsch Essen bei Ostrolenka und wurde dann zur Verstärkung des Marschalls François-Joseph Lefebvre, der Danzig belagerte, abgesandt. Er hielt am 14. Juni in der Schlacht bei Friedland die russisch-preußische Armee unter Bennigsen solange in Schach, bis Napoleon mit der Hauptmacht herankam, um den Sieg zu vollenden. Nach dem Tilsiter Frieden wurde Oudinot im Juli 1807 von Napoleon zum Grafen ernannt mit einer Dotation von 1 Million Francs in Gütern. Im September 1808 wurde er während des Erfurter Fürstenkongresses zum Gouverneur von Erfurt bestellt.

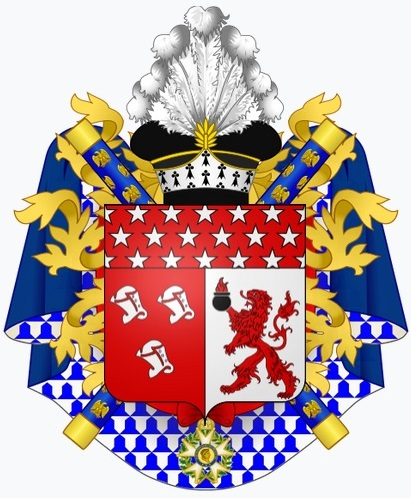
Wappen Oudinots als Herzog von Reggio

1809 eröffnete Oudinot an der Spitze seines jetzt auf 18 Bataillone verstärkten Grenadierkorps den Feldzug gegen Österreich, siegte am 19. April bei Pfaffenhofen, am 1. Mai bei Ried, am 3. Mai bei Ebersberg und rückte am 13. Mai in Wien ein. Er übernahm am 22. Mai an der Stelle des tödlich verwundeten Marschalls Lannes in der Schlacht bei Aspern das Kommando über das II. Korps an der Donau. In der folgenden Schlacht bei Wagram bewährte er sich am 5. Juli durch sein Vorgehen von Raasdorf auf Parbasdorf und wurde am folgenden Tag schwer verwundet. Oudinot wurde für seine Verdienste vom Kaiser am 12. Juli zum Marschall des Empire erhoben und am 14. April 1810 mit dem Titel eines "Herzogs von Reggio" in der noblesse impériale und einer damit verbundenen beträchtlichen Dotation ausgezeichnet.

### Im Russlandfeldzug

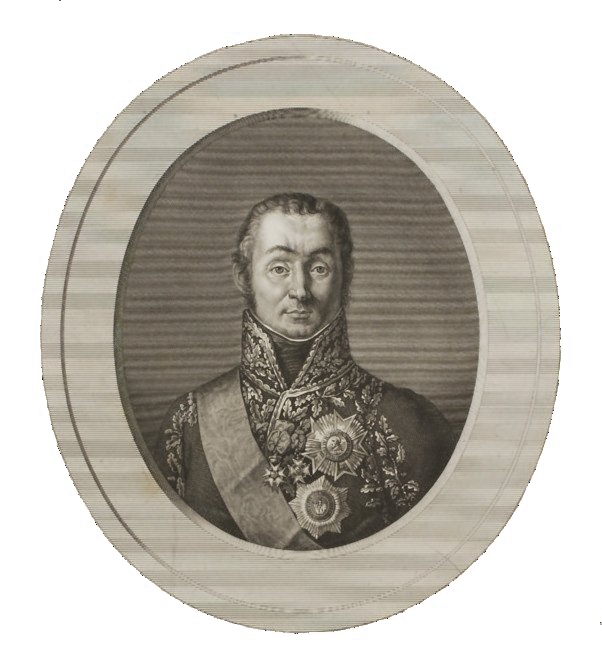
Nicolas-Charles Oudinot

Als Holland 1810 mit Frankreich vereinigt wurde, erhielt Oudinot den Auftrag, dieses Land zu besetzen. Er blieb dort als Oberbefehlshaber fast zwei Jahre lang und erwarb sich dabei die Achtung der Einwohner. So lud ihn der Magistrat von Amsterdam ein, am Tag Karls des Großen den Grundstein zu einer Kaserne zu legen, die seinen Namen erhalten sollte, und bei seiner Abreise erhielt er einen reich verzierten Degen.
1812 nahm Oudinot als Kommandant des II. Korps der Grande Armée am Feldzug in Russland teil. Das von ihm geführte Korps, das er in Westfalen organisiert hatte, bestand aus 51 Bataillonen und 20 Schwadronen. Er marschierte mit seinem Korps zuerst nach Berlin, wo er zwei Monate als Gouverneur blieb. Nach einem Gefecht bei Kljastizy wichen Oudinots Truppen Anfang August nach Polozk aus. Am frühen Morgen des 17. August 1812 griff das russische I. Korps unter General Wittgenstein die französischen Positionen in der Schlacht bei Polozk an und zwang die Franzosen zum Rückzug. Mit Verstärkungen gelang es Oudinot, den Angriff abzuwehren. Oudinot war durch eine Kanonenkugel an der Schulter schwer verwundet worden, musste das Kommando an den General Laurent de Gouvion Saint-Cyr abgeben und ließ sich nach Wilna bringen. Da Gouvion Saint-Cyr aber das gleiche Schicksal erlitt und Oudinot zugleich von den Misserfolgen der Grande Armée und der Räumung Moskaus erfuhr, so begab er sich ohne Rücksicht auf seinen Gesundheitszustand wieder zu seinem Korps, das nur noch 5000 Mann zählte.
Ende November 1812 rückte Oudinot vom Westen her auf das an der Beresina gelegene Borissow vor, um die über den Fluss zurückgehende Hauptmacht Napoleons gegen russische Angriffe zu decken. Obgleich er die vom russischen General Charles de Lambert befehligte Division in vier Stunden Entfernung von Borissow besiegte, vermochte er nicht, die Zerstörung der Beresinabrücke zu verhindern. Er behauptete hierauf eine seichte Stelle des Flusses bei Studjanka, wo in Napoleons Gegenwart am 26. November zwei leichte Brücken hergestellt wurden. Während Oudinot, der mit seinen leichten Truppen zuerst hinüberging, am jenseitigen Ufer die russischen Angriffe abhielt, konnte sich wenigstens ein Teil des stark geschrumpften Heeres von Napoleon retten und den weiteren Rückzug antreten. Am 28. November wurde Oudinot an der Beresina erneut verletzt und eiligst in das vier Stunden rückwärts gelegene Dorf Pletschenizony gebracht. Kaum war hier seine Wunde verbunden worden, als zahlreiche Kosaken das Dorf umzingelten und eindrangen. Seine Adjutanten, Diener, einige verwundete Offiziere und Soldaten, insgesamt etwa 30 Personen, die sich bei ihm befanden, verbarrikadierten das Haus und verteidigten sich mit wenigen Pistolen und Flinten so lange, bis sie durch ankommende Truppen befreit wurden. Oudinot konnte wieder nach Frankreich gelangen und bedurfte hier einer längeren Zeit der Genesung.

### In den Befreiungskriegen
Im Feldzug von 1813 führte Oudinot das XII. Korps. Er passierte am 11. Mai bei Dresden die Elbe und kämpfte am 21. Mai in der Schlacht bei Bautzen gegen Blücher auf dem äußersten rechten Flügel. Nach der Schlacht blieb er vier Tage in der Gegend von Bautzen stehen. Dann ging er in die Mark Brandenburg, wo er am 26. und 27. Mai unbedeutende Gefechte mit den preußischen Truppen des Generals von Bülow hatte. Wichtiger war das am 4. Juni ausgetragene Gefecht bei Luckau, bei dem er eine Niederlage gegen Bülow einstecken musste. Nach dem Waffenstillstand von Pläswitz bezog Oudinot Kantonierungen bei Wittenberg. Bei der Wiedereröffnung der Feindseligkeiten erhielt er das Kommando über das IV., VII. und XII. Korps, die zusammen etwa 65.000 Mann stark waren. Mit dieser Militärmacht sollte er der alliierten Nordarmee entgegentreten und Berlin einnehmen. In der Schlacht bei Großbeeren unterlag er aber am 23. August erneut Bülow und musste das Kommando an Marschall Ney abgeben, mit dem er aber anschließend die Niederlage bei Dennewitz (6. September) erlitt. In der Völkerschlacht bei Leipzig (16. Oktober) kämpfte Oudinot mit der Jungen-Garde-Division an der Südfront bei Wachau gegen Fürst von Schwarzenberg und befehligte dann die Nachhut. Infolge seiner vielen Verwundungen erkrankte er gefährlich und wurde nach Bar-le-Duc gebracht.
Dessen ungeachtet übernahm Oudinot Anfang 1814 wieder das Kommando der jungen Garde und war Ende Januar mit der Infanterie-Division Rottembourg an der Schlacht bei Brienne beteiligt. Oudinot griff die Verbündeten Anfang Februar bei La Rothière an, wurde aber abgewiesen und bezog zwischen Guignes und Mormant eine neue Abwehrstellung. Am 10. Februar stand die Division bei Champaubert und am 13. Februar kämpfte sie mit den Bayern unter Wrede bei Cutrelles und wich nach Provins aus. Am 19. Februar 1814 ging Oudinot mit dem VII. Korps bei Bray auf das südliche Seine-Ufer zurück und wurde MacDonald unterstellt. Am 27. Februar verteidigte Oudinot bei Bar-sur-Aube, wurde aber durch Wittgenstein und Wrede umfasst und musste den Rückzug nach Troyes antreten, das am 4. März geräumt werden musste. Am 22. März besetzte Oudinot das nördliche Ufer der Aube gegenüber von Arcis-sur-Aube. Oudinot ging danach auf der Straße nach Saint-Dizier vor, um den Ort zurückzuerobern; am 27. März nahm er noch Bar-le-Duc zurück, aber Napoleon war schon zur Abdankung bereit.

### Unter den Bourbonen
Nach der Abdankung Napoleons I. schloss sich Oudinot Ludwig XVIII. an, der ihm das Militärgouvernement der Festung Metz anvertraute. Bei der Rückkehr Napoleons von Elba und dessen Antritt der Herrschaft der Hundert Tage suchte Oudinot vergeblich seine Truppen der Sache des Königs zu erhalten und zog sich deshalb nach Montmorency auf seine Güter zurück. Nach der erneuten Restauration der Bourbonen wurde Oudinot zum Befehlshaber der Pariser Nationalgarde ernannt und mit der Würde eines Pairs und Staatsministers ausgestattet. Ferner erhielt er den Titel eines Major-général der königlichen Garde. Am 14. August 1817 verlieh ihm König Friedrich Wilhelm III. von Preußen den Schwarzen Adlerorden.
Im Feldzug in Spanien 1823 führte Oudinot das I. Korps und zog sich dadurch den heftigen Tadel der liberalen Partei zu. Er zog mit diesem Korps in Madrid ein, zu dessen Gouverneur er ernannt wurde. Später kehrte er nach Paris zurück. Nach der Julirevolution von 1830 zog er sich ins Privatleben zurück, schloss sich aber der Julidynastie an. 1839 ernannte ihn Louis-Philippe I. zum Großkanzler der Ehrenlegion und 1842 zum Gouverneur des Hôtel des Invalides.
Charles Nicolas Oudinot starb am 13. September 1847 im Alter von 80 Jahren in Paris und wurde als ehemaliger Gouverneur des Hôtel des Invalides im Caveau des Gouverneurs der Cathédrale Saint-Louis-des-Invalides beigesetzt. Seine Vaterstadt errichtete ihm eine Statue. Sein Sohn Nicolas Charles Victor Oudinot (1791–1863) war ebenfalls General.

## Sonstiges
Oudinot wurde als schlichter, tapferer und lebenslustiger Offizier beschrieben, er soll in seiner aktiven Dienstzeit nicht weniger als 34-mal verwundet worden sein. Von ihm wurde gesagt: Er war der typische Frontgeneral von äußerstem Mittelmaß, aber brav und treu und eigentlich nur durch seine überaus vielfachen Verwundungen bemerkenswert.

## Auszeichnungen
- 1803: Ritter der Ehrenlegion

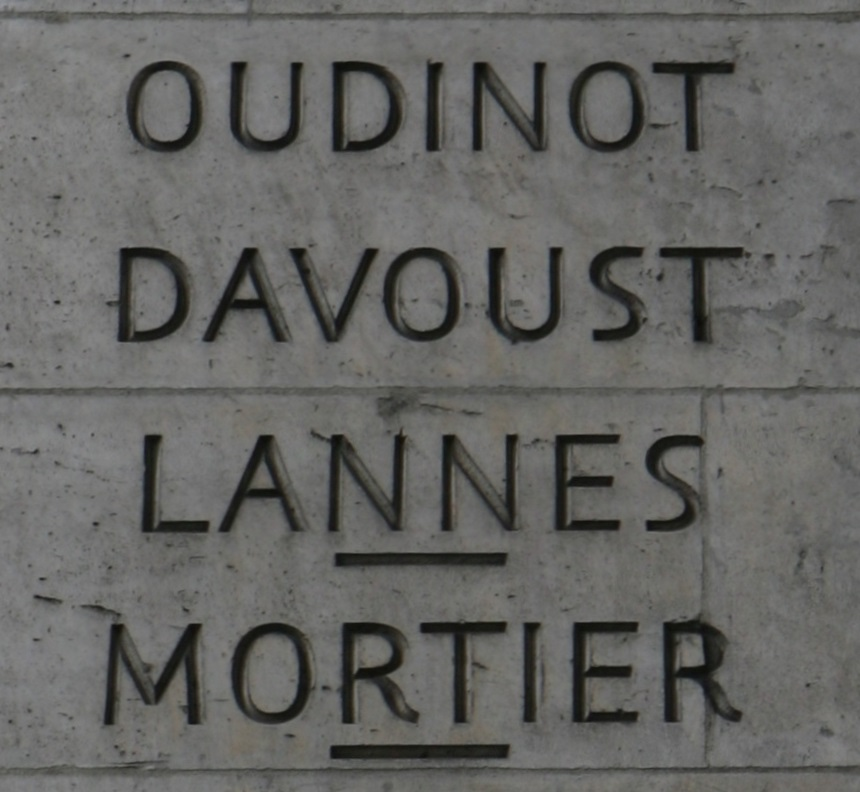
Inschrift mit dem Namen Oudinots auf dem Pariser Triumphbogen (östlicher Pfeiler, Spalte 13)

- 1804: Großoffizier der Ehrenlegion
- 1805: Grand aigle der Ehrenlegion (Großkanzler 1839–1842)
- 1807: Großkreuz des Militär-Max-Joseph-Ordens[4]
- 1817 Schwarzer Adlerorden

Sein Name ist am Triumphbogen in Paris in der 13. Spalte eingetragen.